# FA Cup 1881-1882
La FA Cup 1881-82 fu l'undicesima edizione del torneo calcistico più vecchio del mondo. Vi presero parte 73 compagini, undici in più dell'anno precedente, ma 5 partecipanti non disputarono alcun incontro.

## Primo turno
| Squadra locale          | Punteggio                              | Squadra ospite       | Data            |
| ----------------------- | -------------------------------------- | -------------------- | --------------- |
| Darwen                  | 3-1                                    | Blackburn Olympic    | 29 ottobre 1881 |
| Grantham                | 6-0                                    | Brigg                | 5 novembre 1881 |
| Reading                 | 5-0                                    | Hendon               | 29 ottobre 1881 |
| Sheffield               | 8-0                                    | Brigg Brittania      | 5 novembre 1881 |
| Barnes                  | 3-1                                    | Rochester            | 5 novembre 1881 |
| Royal Engineers         | 6-0                                    | Kildare              | 5 novembre 1881 |
| Marlow                  | 3-1                                    | Brentwood            | 22 ottobre 1881 |
| Upton Park              | 3-0                                    | St Albans            | 22 ottobre 1881 |
| Windsor Home Park       | 0-1                                    | Reading Minster      | 22 ottobre 1881 |
| Old Etonians            | 2-2                                    | Clapham Rovers       | 5 novembre 1881 |
| Herts Rangers           | 0-4                                    | Swifts               | 5 novembre 1881 |
| Notts County            | Qualificati per ritiro dell'avversaria | Calthorpe            |                 |
| Old Foresters           | 3-0                                    | Morton Rangers       | 5 novembre 1881 |
| Wednesbury Strollers    | 3-1                                    | Stafford Road        | 5 novembre 1881 |
| Romford                 | Qualificati per ritiro dell'avversaria | Rangers              |                 |
| Henley                  | 0-2                                    | Maidenhead           | 22 ottobre 1881 |
| West End                | 3-2                                    | Remnants             | 29 ottobre 1881 |
| Blackburn Rovers        | 9-1                                    | Blackburn Park Road  | 29 ottobre 1881 |
| Hanover United          | Direttamente al turno successivo       |                      |                 |
| Hotspur                 | 1-0                                    | Highbury Union       | 5 novembre 1881 |
| Mosquitos               | 1-1                                    | Pilgrims             | 5 novembre 1881 |
| Aston Villa             | 4-1                                    | Nottingham Forest    | 5 novembre 1881 |
| Acton                   | 0-0                                    | Finchley             | 29 ottobre 1881 |
| Sheffield Wednesday     | 2-0                                    | Sheffield Providence | 5 novembre 1881 |
| Astley Bridge           | 2-2                                    | Turton               | 29 ottobre 1881 |
| Dreadnought             | Qualificati per ritiro dell'avversaria | Caius College        |                 |
| Staveley                | 5-1                                    | Spilsby              | 29 ottobre 1881 |
| Esher Leopold           | 0-5                                    | Old Carthusians      | 5 novembre 1881 |
| Olympic                 | 2-4                                    | Old Harrovians       | 5 novembre 1881 |
| Woodford Bridge         | 1-1                                    | Reading Abbey        | 22 ottobre 1881 |
| Small Heath Alliance    | 4-1                                    | Derby Town           | 17 ottobre 1881 |
| Sheffield Heeley        | 5-1                                    | Lockwood Brothers    | 17 ottobre 1881 |
| Bootle                  | 2-1                                    | Blackburn Law        | 5 novembre 1881 |
| St Bart's Hospital      | Qualificati per ritiro dell'avversaria | Wanderers            |                 |
| Bolton Wanderers        | 5-5                                    | Eagley               | 22 ottobre 1881 |
| Accrington              | Qualificati per ritiro dell'avversaria | Queen's Park         |                 |
| Wednesbury Old Athletic | 9-1                                    | Mitchell St George's | 5 novembre 1881 |

### Ripetizioni
| Home Club      | Score | Away Club        | Date             |
| -------------- | ----- | ---------------- | ---------------- |
| Clapham Rovers | 0-1   | Old Etonians     | 19 novembre 1881 |
| Pilgrims       | 5-0   | Mosquitos        | 12 novembre 1881 |
| Acton          | 4-0   | Finchley         | 12 novembre 1881 |
| Turton         | 1-1   | Astley Bridge    | 12 novembre 1881 |
| Astley Bridge  | 3-3   | Turton           | 19 novembre 1881 |
| Turton         | 2-0   | Astley Bridge    | 26 novembre 1881 |
| Reading Abbey  | 2-1   | Woodford Bridge  | 12 novembre 1881 |
| Eagley         | 0-1   | Bolton Wanderers | 12 novembre 1881 |

## Secondo turno
| Squadra locale          | Punteggio                        | Squadra ospite       | Data             |
| ----------------------- | -------------------------------- | -------------------- | ---------------- |
| Darwen                  | 3-1                              | Accrington           | 26 novembre 1881 |
| Reading                 | 1-1                              | West End             | 26 novembre 1881 |
| Sheffield               | 0-4                              | Sheffield Heeley     | 26 novembre 1881 |
| Royal Engineers         | Direttamente al turno successivo |                      |                  |
| Marlow                  | 2-0                              | St Bart's Hospital   | 30 novembre 1881 |
| Maidenhead              | 2-1                              | Acton                | 3 dicembre 1881  |
| Old Etonians            | Direttamente al turno successivo |                      |                  |
| Swifts                  | 7-1                              | Old Harrovians       | 19 novembre 1881 |
| Notts County            | 5-3 Match void                   | Wednesbury Strollers | 24 novembre 1881 |
| Old Foresters           | 3-1                              | Pilgrims             | 3 dicembre 1881  |
| Blackburn Rovers        | 6-2                              | Bolton Wanderers     | 19 novembre 1881 |
| Hanover United          | 1-3                              | Upton Park           | 26 novembre 1881 |
| Aston Villa             | Direttamente al turno successivo |                      |                  |
| Turton                  | 4-0                              | Bootle               | 3 dicembre 1881  |
| Old Carthusians         | 7-1                              | Barnes               | 3 dicembre 1881  |
| Sheffield Wednesday     | Direttamente al turno successivo |                      |                  |
| Reading Minster         | 3-1                              | Romford              | 3 dicembre 1881  |
| Reading Abbey           | 1-4                              | Hotspur              | 26 novembre 1881 |
| Dreadnought             | Direttamente al turno successivo |                      |                  |
| Staveley                | 3-1                              | Grantham             | 28 novembre 1881 |
| Wednesbury Old Athletic | 6-0                              | Small Heath Alliance | 3 dicembre 1881  |

### Ripetizioni
| Squadra locale | Punteggio | Squadra ospite       | Data             |
| -------------- | --------- | -------------------- | ---------------- |
| Notts County   | 11-1      | Wednesbury Strollers | 24 novembre 1881 |

## Terzo turno
| Squadra locale      | Punteggio                        | Squadra ospite  | Data             |
| ------------------- | -------------------------------- | --------------- | ---------------- |
| Darwen              | 4-1                              | Turton          | 17 dicembre 1881 |
| Reading             | Direttamente al turno successivo |                 |                  |
| Upton Park          | Direttamente al turno successivo |                 |                  |
| Old Etonians        | 3-0                              | Swifts          | 17 dicembre 1881 |
| Old Foresters       | Direttamente al turno successivo |                 |                  |
| Blackburn Rovers    | Direttamente al turno successivo |                 |                  |
| Hotspur             | 0-0                              | Reading Minster | 17 dicembre 1881 |
| Aston Villa         | 2-2                              | Notts County    | 31 dicembre 1881 |
| Old Carthusians     | 0-2                              | Royal Engineers | 20 dicembre 1881 |
| Sheffield Wednesday | 2-2                              | Staveley        | 29 dicembre 1881 |
| Dreadnought         | 1-2                              | Marlow          | 17 dicembre 1881 |

### Ripetizioni
| Squadra locale      | Punteggio | Squadra ospite      | Data             |
| ------------------- | --------- | ------------------- | ---------------- |
| Hotspur             | 2-0       | Reading Minster     | 26 dicembre 1881 |
| Notts County        | 2-2       | Aston Villa         | 7 gennaio 1882   |
| Aston Villa         | 4-1       | Notts County        | 14 gennaio 1882  |
| Staveley            | 0-0       | Sheffield Wednesday | 7 gennaio 1882   |
| Sheffield Wednesday | 5-1       | Staveley            | 9 gennaio 1882   |

## Quarto turno
| Squadra locale          | Punteggio                              | Squadra ospite   | Data            |
| ----------------------- | -------------------------------------- | ---------------- | --------------- |
| Marlow                  | Qualificati per ritiro dell'avversaria | Reading          |                 |
| Upton Park              | 5-0                                    | Hotspur          | 21 gennaio 1882 |
| Old Etonians            | 6-3                                    | Maidenhead       | 14 gennaio 1882 |
| Old Foresters           | 2-1                                    | Royal Engineers  | 21 gennaio 1882 |
| Blackburn Rovers        | 5-1                                    | Darwen           | 30 gennaio 1882 |
| Sheffield Wednesday     | 3-1                                    | Sheffield Heeley | 21 gennaio 1882 |
| Wednesbury Old Athletic | 4-2                                    | Aston Villa      | 21 gennaio 1882 |

## Quinto turno
| Squadra locale      | Punteggio                        | Squadra ospite          | Data             |
| ------------------- | -------------------------------- | ----------------------- | ---------------- |
| Old Etonians        | Direttamente al turno successivo |                         |                  |
| Old Foresters       | 0-0                              | Marlow                  | 14 febbraio 1882 |
| Blackburn Rovers    | 3-1                              | Wednesbury Old Athletic | 11 febbraio 1882 |
| Sheffield Wednesday | 6-0                              | Upton Park              | 7 febbraio 1882  |

### Ripetizioni
| Squadra locale | Punteggio | Squadra ospite | Data             |
| -------------- | --------- | -------------- | ---------------- |
| Marlow         | 1-0       | Old Foresters  | 18 febbraio 1882 |

## Semifinali
| Squadra locale   | Punteggio | Squadra ospite      | Data         |
| ---------------- | --------- | ------------------- | ------------ |
| Old Etonians     | 5-0       | Marlow              | 4 marzo 1882 |
| Blackburn Rovers | 0-0       | Sheffield Wednesday | 6 marzo 1882 |

### Ripetizione
| Squadra locale      | Punteggio | Squadra ospite   | Data          |
| ------------------- | --------- | ---------------- | ------------- |
| Sheffield Wednesday | 1-5       | Blackburn Rovers | 15 marzo 1882 |

## Finale

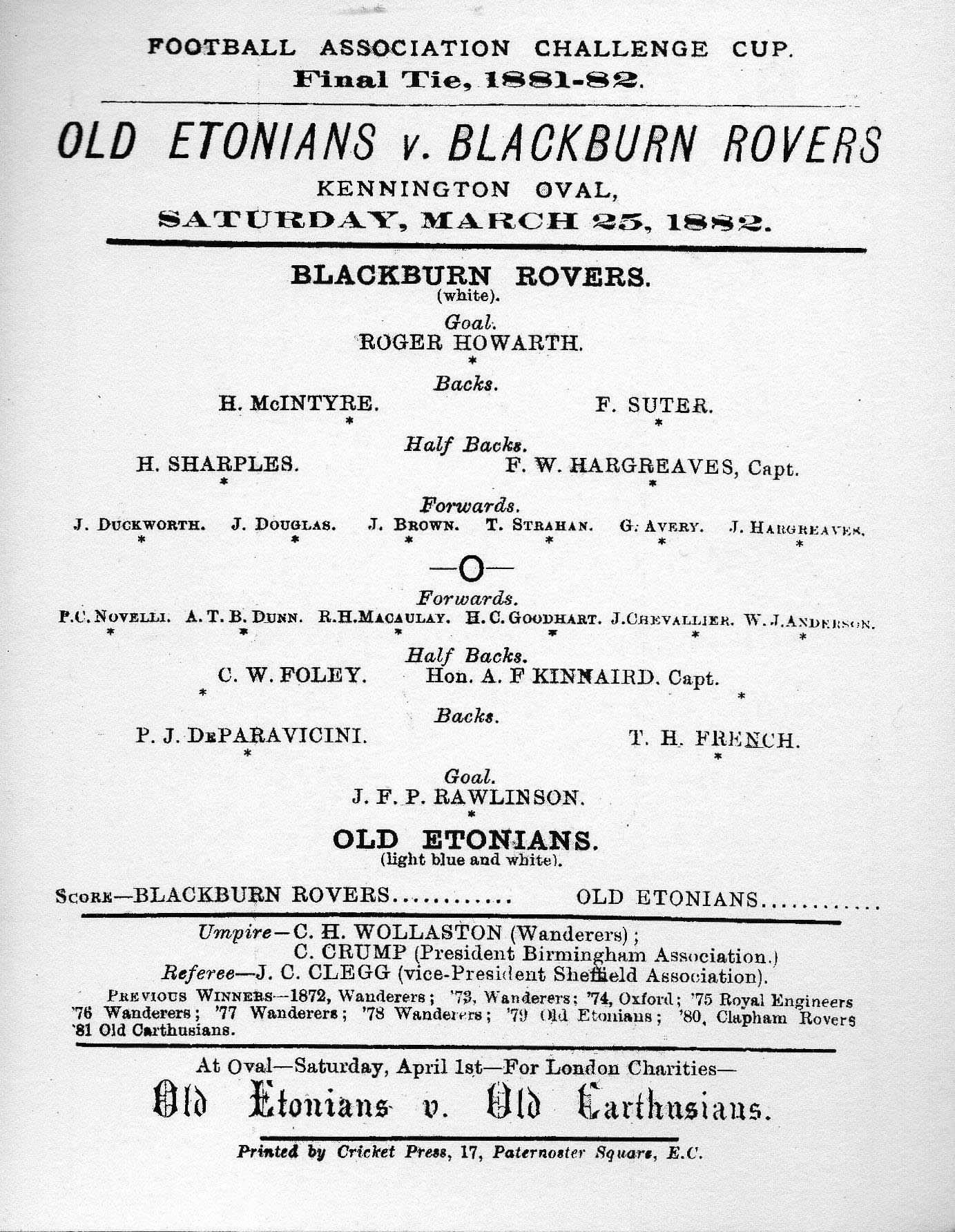
Cartellone della finale

| Arbitro: | J. C. Clegg |

|                |           |  |
| W. J. Anderson | Marcatori |  |